# Trecate
Trecate (Trecà in piemontese, Tracaa in lombardo) è un comune italiano di 21 120 abitanti della provincia di Novara in Piemonte. È situato circa 9 km a est del capoluogo, e il suo territorio comunale è bagnato dal fiume Ticino che ne segna il confine orientale con la Lombardia. Numerose sono le aziende e diversi i comparti produttivi interessati. Buoni redditi provengono ancora dall'agricoltura (riso, mais, foraggio) e dall'allevamento.

## Storia

### Età pre-romana e romana
Non vi sono testimonianze concrete di insediamenti sul territorio di Trecate nel periodo preistorico. A partire dal IX secolo a.C., lungo il corso superiore del Ticino, si sviluppò la Cultura di Golasecca.
Il nome deriva da un luogo situato nel punto dove il fiume Ticino esce dal lago Maggiore. Il fiume era certamente la via di comunicazione preferita dai golasecchiani, sia verso l'attuale Svizzera lungo il lago Maggiore, sia verso il Po. Quindi, probabilmente, anche la sponda trecatese venne frequentata dagli antichi abitanti, almeno in modo occasionale, non essendo state trovate indicazioni relative a scali stabili, in grado di mettere in comunicazione i transiti che avvenivano via fiume con quelli della terraferma. Anche le invasioni celtiche del IV secolo a.C. e le successive vicende non hanno lasciato traccia sul territorio trecatese, sicuramente interessato da insediamenti, come la Lomellina o il paese limitrofo di Romentino, luoghi in cui furono invece rinvenute abbondanti testimonianze archeologiche. Oggetti risalenti a questo periodo sono comunque visibili presso il Museo Archeologico di Novara nella sezione dei Civici Musei che conserva ed espone, in modo chiaro e semplice, ciò che è stato trovato sull'intero territorio novarese.
Più numerose sono le testimonianze di età romana. La colonizzazione si attuò con gradualità sul territorio a nord del fiume Po a partire dal I secolo a.C. Il primo legame ufficiale del territorio novarese con Roma è individuabile nella legge dell'89 a.C. Con questa legge alle province dei territori padani veniva, infatti, riconosciuto il diritto latino, che permetteva ai centri celtici insediati su queste terre una certa autonomia amministrativa. Ai centri più importanti venne inoltre concesso un territorio circostante e a Novara si pensa fossero assegnate le terre della valle del Ticino e del Sesia. Nel 42 d.C. Novara divenne un "municipium", cessando perciò di essere considerata provincia, e si organizzò come centro zona dotandosi di edifici pubblici e di una precisa organizzazione urbanistica.
Da Trecate, in epoca romana, passava la via delle Gallie, strada romana consolare fatta costruire da Augusto per collegare la Pianura Padana con la Gallia.

### La dominazione franca
Alla dissoluzione dell'Impero Romano, Trecate come insediamento unitario e definito non esisteva ancora. La prima citazione storica di Trecate si ebbe nell'840 quando il vescovo di Novara Adalgiso citò il luogo di "Tercade" a proposito di alcuni diritti di decima. L'organizzazione religiosa si era infatti diffusa nel Novarese parallelamente a quella civile e militare. Furono i Franchi a suddividere il territorio in unità politico-amministrative, il cui controllo venne affidato a comandanti militari investiti del titolo di conte. Le unità furono dette "comitati". I comitati franchi in territorio novarese furono quelli dell'Ossola, Lomello, Stazzona, Pombia e di Burgaria (collocato sulla riva sinistra del Ticino), a cui appartenevano anche i territori ora occupati da Trecate. L'appartenenza di Trecate al Contado di Burgaria è documentata nel testamento dell'imperatrice Engelberga d'Alsazia o Angilberga, vedova di Ludovico II. Nell'877 Engelberga donava infatti ad un convento di Piacenza la corte di Trecate, posta nel Contado di Burgaria.
Nell'840, dunque, Trecate era un villaggio ormai costituito. Quando si formò questo villaggio e dove fosse situato non può essere stabilito con precisione. Alcuni indicano il primitivo nucleo collocato nei pressi della chiesa di Sant'Ambrogio, ora scomparsa, eretta nella seconda metà del V secolo o nella prima metà del VI. Altri, invece, sostengono che il primo borgo di Trecate fosse sito attorno alla chiesa di San Cassiano, costruita in un'area cimiteriale, come attestano le necropoli di età romana rinvenute in territorio adiacente, datate al Il e IV secolo d.C. Anche questa chiesa è oggi scomparsa, come quella dedicata a san Michele, santo a cui erano particolarmente devoti i Longobardi. La chiesa di San Michele era ubicata nell'area dell'attuale villa Cicogna, verso via Galileo Ferraris: qui doveva forse essersi stabilito un gruppo di famiglie longobarde, detto "fara". La "fara" era probabilmente stata posta a guardia del porto sul Ticino, in prossimità della consolare Novara-Milano.

### L'età comunale - I Visconti e gli Sforza
Nel 1154 Trecate era un villaggio munito di castello posto sotto la giurisdizione di Milano: era però ancora più simile ad un agglomerato di fabbricati rurali che non ad un paese. La posizione geografica del villaggio, in prossimità di importanti vie di comunicazione e del transito sul Ticino, determinò nel corso dei secoli il suo continuo passaggio dall'una all'altra area di influenza dei Comuni più potenti, in queste terre rappresentati dal Comune di Novara — già documentato come autonomo nel 1116 — e da quello di Milano. Trecate fu continuamente oggetto di contese e teatro di guerre: forse proprio questo impedì una sua rapida crescita e un maggiore sviluppo economico. A questi motivi particolari se ne aggiungono altri, di ordine più generale. Nel corso del X secolo e ancor più dell'XI, infatti, le necessità della difesa contro le incursioni degli Ungari e degli Arabi determinarono il fenomeno dell'incastellamento. Mentre i feudatari si chiusero nei castelli, le città ricostruirono le loro mura e molti abitanti della campagna si rifugiarono in esse. L'addensamento degli abitanti nelle città determinò lo sviluppo dell'economia cittadina, mettendo in moto un meccanismo di crescita sempre più rapida e richiamando all'interno un numero sempre maggiore di persone. La vita cittadina ebbe il centro nel mercato, a cui convergevano prodotti di regioni differenti e i prodotti dell'artigianato urbano. Il nuovo modo di vivere che si organizzò dentro le città portò alla nascita del comune, con ordinamenti e leggi che tutti dovevano rispettare. I Comuni furono spesso in guerra fra loro e, proprio nel XII secolo, anche contro l'autorità imperiale rappresentata nel 1152 da Federico Barbarossa. Violento fu soprattutto lo scontro fra l'imperatore e il Comune di Milano, a cui Trecate era vincolata, scontro che si concluse, con vicende alterne, nel 1183 con la pace di Costanza, in base alla quale Trecate passò sotto il dominio del Comune di Novara. L'antica appartenenza del borgo al Comune di Milano, rese difficili i rapporti con i nuovi alleati, i Novaresi, per cui la "villa" di Trecate non ottenne mai dal comune di Novara il privilegio di trasformarsi in "borgo" e poter costruire delle mura di difesa. Gli affronti che i Trecatesi dovettero subire dai Novaresi furono probabilmente all'origine della devastazione e del saccheggio che essi operarono ai danni del palazzo comunale di Novara nel 1356, durante le guerre condotte da Novara — alleata di Milano — contro il Marchese del Monferrato che proprio in quell'anno aveva invaso il territorio del comune e parte della diocesi. Il cronista Pietro Azario dice che: «…da Galliate e da Trecate erano entrati [in Novara] molti villani… così Novara fu riempita di ladroni e mascalzoni che meditavano di far saccheggio…» Più che di far saccheggio, Galliatesi e Trecatesi avevano forse il desiderio di vendicare l'oppressione che Novara esercitava su di loro. Infatti la loro ira ebbe, come oggetto, non i beni dei cittadini novaresi ma le carte del comune: distrussero i banchi dei notai, buttarono nel pozzo del Broletto i registri nei quali erano conservati i diplomi di privilegio della città, cioè quei documenti che avevano fatto da supporto all'arroganza dei Novaresi. L'anarchia durò poco. Nel 1358 Trecate ritornò sotto il dominio di Novara, al termine della guerra con il Marchese del Monferrato che dovette restituire Novara e il Novarese ai Visconti. Il casato si estinse alla morte di Filippo Maria Visconti nel 1447. Egli, nel 1437, aveva ceduto la terra e il borgo di Trecate a Oldrado Lampugnano che ne era così diventato il feudatario. Con la fine dei Visconti e nel periodo di confusione politica che ne seguì, nel 1447, Trecate riuscì a staccarsi da Novara, e a sottrarsi al feudatario Lampugnano ponendosi sotto la protezione della Repubblica Ambrosiana, prima che quest'ultima fosse costretta a capitolare sotto le armi dello Sforza. Trecate divenne così libero comune, con propri Statuti e poté godere di nuovi privilegi. Fra questi grande importanza ebbero la concessione del mercato settimanale, da tenersi in ciascun sabato, i diritti di proprietà e di uso delle acque della Roggia di Trecate derivata dall'Agogna e dal Terdoppio, i diritti sul porto di San Martino. Soprattutto, ai Trecatesi, venne riconosciuta la libertà amministrativa e giuridica nelle cause civili e criminali. La caduta della Repubblica Ambrosiana e la salita al potere di Francesco Sforza nel 1450, determinò un nuovo assetto del borgo di Trecate che, con Galliate e Cerano, fu uno dei primi centri ad arrendersi alla sua potenza e a cui consegnò il castello. In premio ricevette dallo Sforza la riconferma degli Statuti e la conferma dell'indipendenza dalla città di Novara ma dovette accettare il ritorno della famiglia feudataria dei Lampugnano che impose a Trecate il pagamento di un pesante tributo in denaro. Da questo momento la storia del borgo si confuse con quella degli altri centri del Ducato e, a partire dalla fine del secolo XV, con le vicende che interessarono l'intera Europa. Nel 1499 anche Trecate subì la dominazione dei Francesi e alla morte di Francesco II Sforza, avvenuta nel 1535, il borgo con il Novarese e tutto il Ducato di Milano passò sotto il dominio degli Spagnoli.

### Trecate tra il 1535 e il 1800

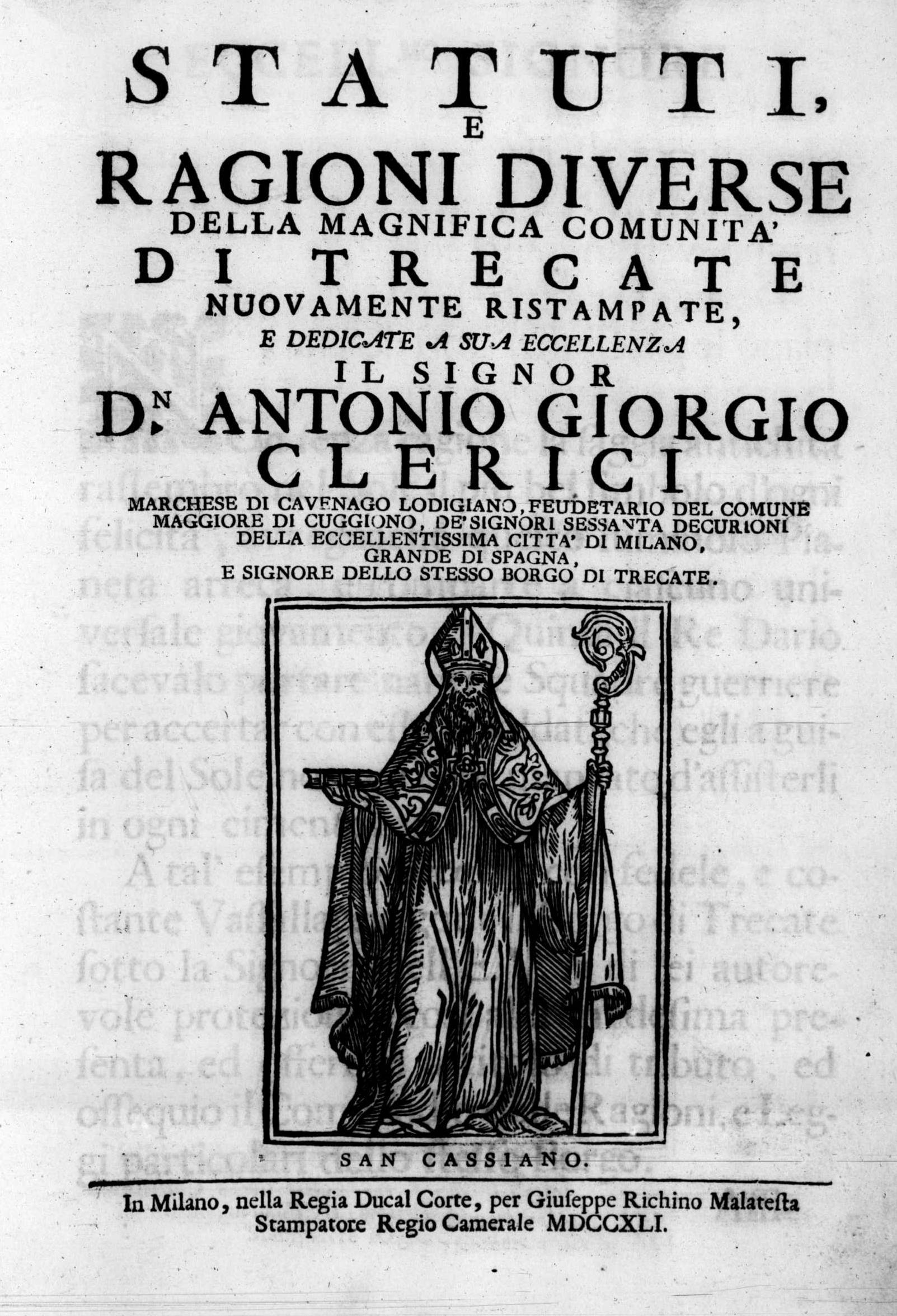
Statuti e ragioni diverse della magnifica comunità di Trecate, 1741

La dominazione spagnola si protrasse fino al 1706 e in questo periodo Trecate continuò ad essere feudo dei Lampugnano. Con i trattati di pace di Utrecht e di Rastadt il novarese — e quindi anche Trecate — passò dagli Spagnoli agli Austriaci e, durante questo periodo, nel borgo si assistette anche all'arrivo di un nuovo feudatario. Infatti nel 1700 era morto il conte Carlo Francesco Maria Lampugnano lasciando in eredità la signoria di Trecate all'Ospedale Maggiore di Milano. L'Ospedale, nel 1732, pose in vendita la signoria, che venne acquistata dal marchese Giorgio Clerici appartenente alla famiglia dei Clerici per 175 000 ducati. In occasione dell'ingresso del nuovo feudatario nel borgo vennero organizzate feste grandiose che durarono cinque giorni. Il marchese Clerici trasformò il castello di Trecate in una "casa da nobile", dove trascorreva le vacanze e soggiornava durante le battute di caccia, organizzate nei suoi vasti possedimenti al Ticino. Alla sua morte Trecate e i suoi territori passarono in eredità al pronipote Antonio Giorgio, generale dell'esercito austriaco. Dopo la pace di Vienna il novarese fu annesso al Piemonte e il generale dovette chiedere al governo sabaudo la convalida del suo feudo. Il Duca di Savoia Carlo Emanuele III accolse la richiesta e, con una patente del 1756, concesse al generale l'investitura del feudo, con l'obbligo di versare 8.000 lire. Il feudo passò poi alla figlia Claudia Caterina, sposa del Conte Biglia di Milano. La contessa aveva infatti ottenuto, nel 1778, dal Duca di Savoia Vittorio Amedeo, l'investitura della signoria di Trecate e la corona baronale di Sozzago. Con la rivoluzione francese e la successiva calata di Napoleone in Italia venne a cessare la signoria di Claudia Caterina: pressata dalle gravose tasse, imposte dalle nuove autorità, vendette il feudo al conte Annoni per 40 000 lire in oro. Il conte lasciò il castello e i terreni ai nipoti conti Cicogna. Il castello è attualmente proprietà del Comune, che lo ricevette in donazione nel 1975.

### L'Ottocento
Nei primi anni dell'Ottocento, Trecate, come gli altri paesi del Novarese, rientrò nella nuova organizzazione imposta da Napoleone, che aveva riordinato a livello pratico ed amministrativo i suoi possedimenti. La Repubblica Italiana venne divisa in dipartimenti ciascuno dei quali era a sua volta ripartito in distretti. La provincia di Novara venne denominata Dipartimento di Agogna e fu suddivisa in diciannove distretti. Trecate faceva parte di questo dipartimento e del distretto di Novara. I primi anni dell'Ottocento non furono facili per la popolazione trecatese poiché, a causa della calata delle truppe francesi, era costretta ad alloggiare i soldati e ad ospitare gli ufficiali in abitazioni private. Per le truppe la comunità doveva provvedere al vitto, al mantenimento dei cavalli e al trasporto delle merci al porto sul Ticino. Ad aggravare la situazione bande armate percorrevano le campagne commettendo ruberie di ogni genere. A partire dal 1814, con il ritorno dei Savoia, il paese fu coinvolto nelle vicende del Risorgimento. Con l'armistizio di Villafranca e la pace di Zurigo la Lombardia entrò nell'orbita sabauda accanto alla Toscana e all'Emilia che, con un plebiscito, votarono l'annessione al Piemonte. L'unione della Lombardia con il Piemonte fu causa di mutamenti profondi nella vita del paese di Trecate: dal momento che non era più una località di confine il posto di dogana fu abolito; la linea ferroviaria che negli anni precedenti terminava a Trecate fu collegata con il tratto costruito dagli Austriaci in Lombardia; il nuovo collegamento fece gradualmente scomparire il servizio di diligenze e la mancanza di viaggiatori costrinse alla chiusura molti alberghi della zona. Anche lo stesso paesaggio mutò aspetto: la brughiera incolta ed abbandonata presso la zona di confine venne lottizzata e trasformata in zona agricola

### Il Novecento e oggi
In questo secolo si conclusero i processi storici e sociali iniziati nella seconda metà del secolo precedente e caratterizzato, da un punto di vista storico, dalle guerre d'indipendenza e, da un punto di vista economico, da una nuova organizzazione votata all'agricoltura. Fondamentale fu, infatti, per il territorio novarese, l'apertura dei grandi canali d'irrigazione quali il Cavour nel 1864 e il Quintino Sella nel 1874 a cui si affiancò, nel 1954, il Regina Elena. L'assetto moderno del territorio venne anche impresso dalle nuove arterie di comunicazione ferroviaria, che furono aperte fra il 1854 e il 1859, i cui effetti in Trecate sono già stati sottolineati nelle sezioni precedenti. Più tardo, del 1888, fu invece il collegamento con Domodossola e il Sempione. Trecate, perciò, come tutto il territorio novarese vicino al fiume Ticino, seguì il modello di sviluppo più diffuso, che vedeva nell'industrializzazione nuove possibilità economiche. Dapprima legata alla tessitura, l'economia trecatese trovò, intorno al 1950, nuovi elementi di attività nell'area chimica, anche grazie alla costruzione di un oleodotto proveniente da Novi Ligure.
Il 28 febbraio del 1994, qualcosa non andò con il pozzo petrolifero TR24, che quindi scoppiò e fa fuoriuscire tutto il gas e il petrolio.
Nel 2025 cade la giunta regionale del sindaco Binatti e al suo posto viene il commissariato.

### Simboli
Lo stemma e il gonfalone sono stati concessi con decreto del presidente della Repubblica del 12 ottobre 1993.
Sullo sfondo azzurro dello scudo sono raffigurate tre case d'argento, male ordinate, coperte di rosso, chiuse e finestrate di nero, le due inferiori fondate su campagna di verde.
Il gonfalone è un drappo partito di bianco e di rosso.

## Monumenti e luoghi d'interesse

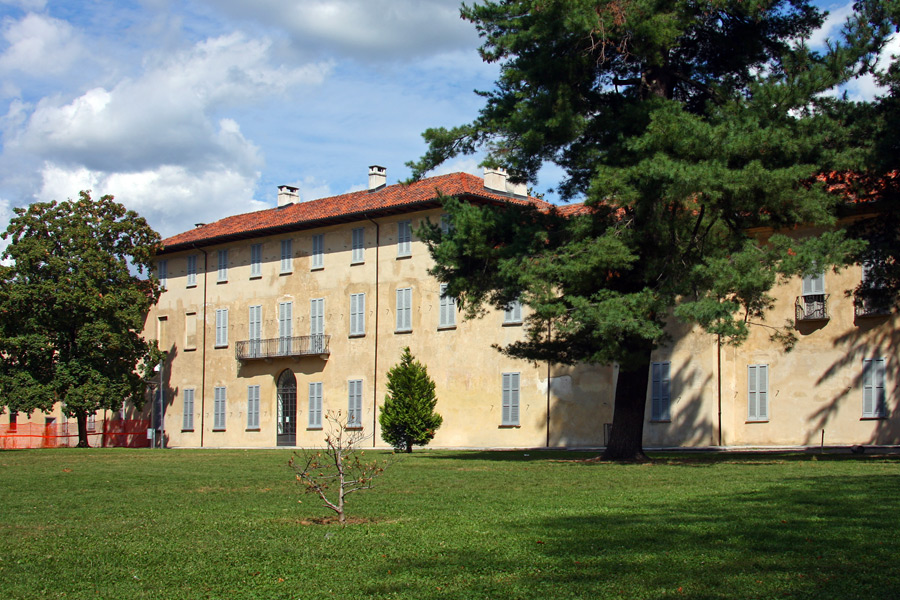
Villa Cicogna

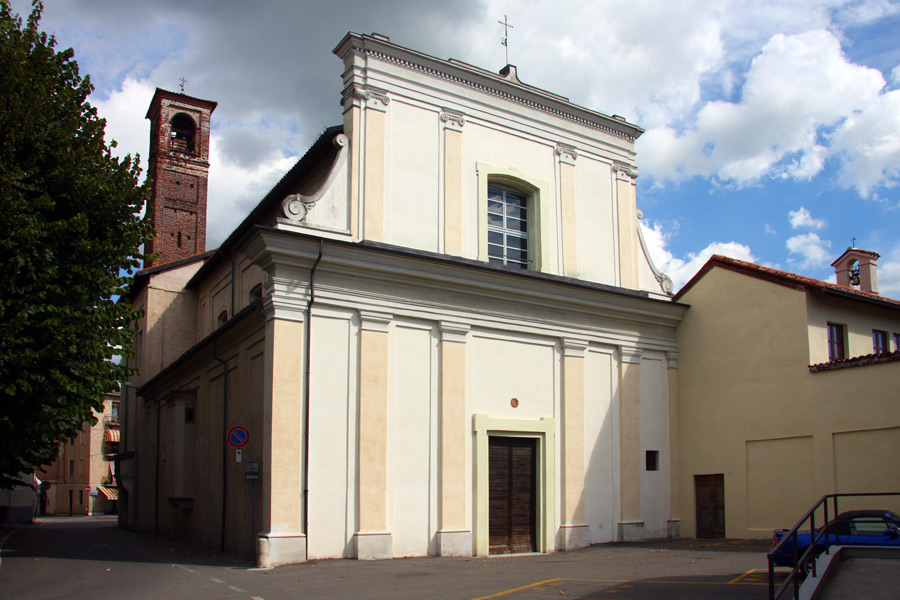
Chiesa di San Francesco

### Villa Cicogna
La villa si erge su un luogo particolarmente importante per Trecate perché, in antico, sulla stessa area si innalzava il castello di cui oggi non rimane traccia. Il ricordo dell'antica fortezza rimane nel toponimo di "castello" con cui si indica ancora Villa Cicogna.
La villa riassume le caratteristiche più significative degli edifici nobiliari settecenteschi improntati alla funzionalità ma, soprattutto, all'eleganza delle forme architettoniche e delle decorazioni. Questa "casa da nobile" è costituita da due ali che, unite al corpo centrale, formano un edificio unico senza cortili interni. La facciata di rigorosa semplicità è abbellita al piano terra dalle tre porte a vetri centrali dove, nei momenti di maggiore splendore, trovava posto il giardino d'inverno.
I vasti saloni interni sono completamente privi dell'arredamento e dei preziosi stucchi e marmi che abbellivano pareti e camini, i quali furono venduti dai conti Cicogna. Solo gli affreschi del salone e poche decorazioni sui soffitti restano a vestigia del passato. Le ultime testimonianze dell'ormai perso splendore sono il giardino inglese, da poco risistemato, antistante la facciata principale della villa, ed i tre cancelli in ferro battuto sormontati dal monogramma dei Cicogna.
L'ala sinistra della villa è impiegata come sede del Comando di Polizia Locale, mentre il corpo centrale, recentemente ristrutturato, ospita una nuova e moderna biblioteca dotata anche di attrezzature multimediali.

### Chiesa e convento di San Francesco
Il complesso fu fondato dall'Ordine dei Frati Minori Francescani nel 1475. L'aspetto odierno è il risultato delle profonde trasformazioni apportate nel corso del XVII secolo. Del convento si conserva oggi una parte del primo chiostro, affrescato nella seconda metà del XVII secolo con episodi della vita di San Francesco mentre all'interno della chiesa sono stati recentemente (1985) riportati alla luce alcuni affreschi cinquecenteschi di Gian Battista Alberti conosciuto come il Cerano.
La chiesa ospita la tomba del patrizio milanese Giovanni Battista Leonardi, benefattore di Trecate, cofondatore delle Sorelle Ministre della Carità di San Vincenzo de' Paoli.

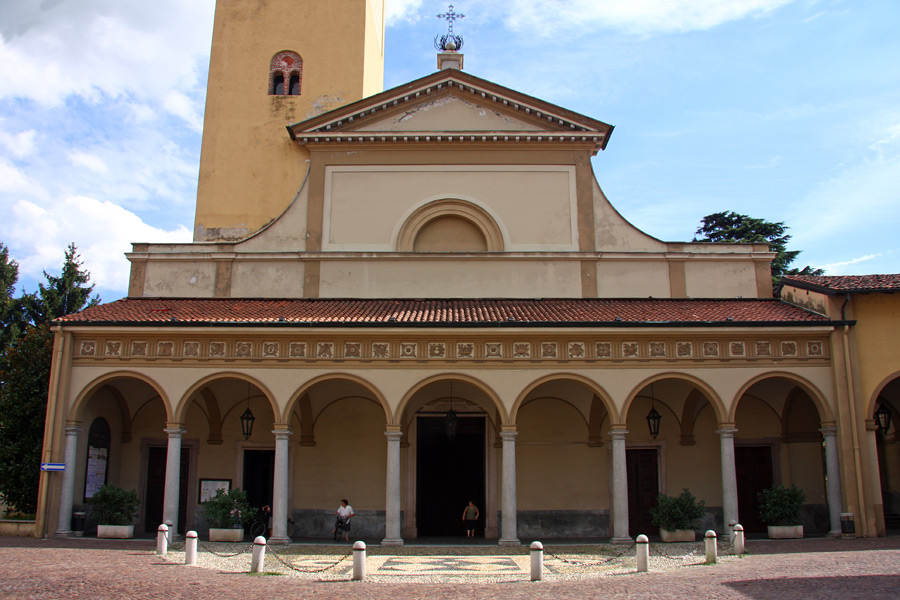
Facciata della chiesa parrocchiale di Santa Maria Assunta
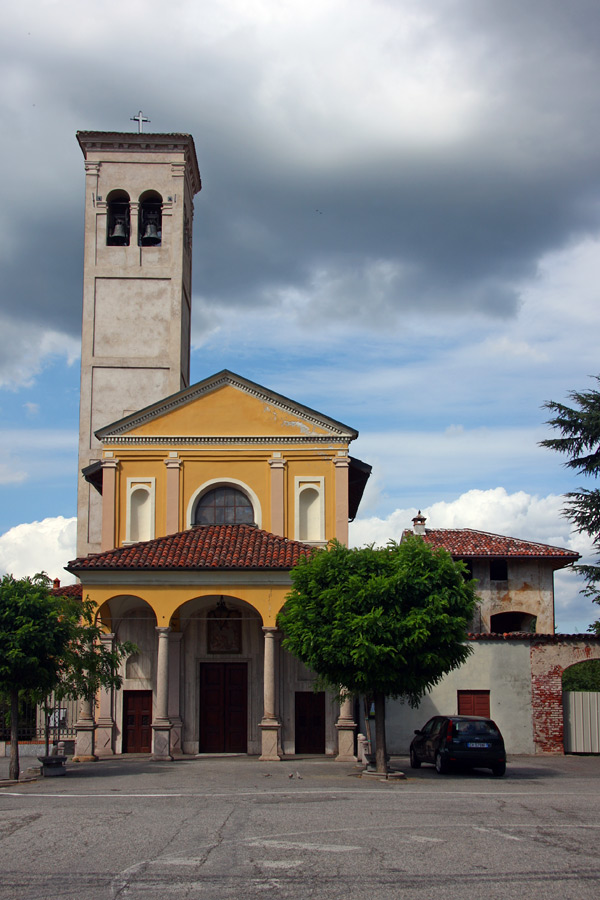
Chiesa della Madonna delle Grazie

## Società

### Evoluzione demografica
Abitanti censiti

### Etnie e minoranze straniere
Al 31 dicembre 2022 gli stranieri residenti sono 3 891, pari al 17,41% della popolazione.

## Infrastrutture e trasporti
La stazione di Trecate è servita da treni regionali della linea suburbana S6 del Servizio ferroviario suburbano di Milano, svolti da Trenord nell'ambito del contratto di servizio stipulato con la Regione Lombardia.
Presso la stessa sorgeva, fra il 1884 e il 1934, un analogo impianto a servizio della tranvia Novara-Vigevano-Ottobiano.

## Amministrazione

Gonfalone Comunale

| Periodo        | Periodo        | Primo cittadino         | Partito        | Carica                  | Note |
| -------------- | -------------- | ----------------------- | -------------- | ----------------------- | ---- |
| 14 giugno 2006 | 31 marzo 2010  | Enzio Zanotti Fragonara | centrodestra   | Sindaco                 |      |
| 1º aprile 2010 | 29 maggio 2011 | Giovanna Vilasi         |                | Commissario prefettizio |      |
| 30 maggio 2011 | 19 giugno 2016 | Enrico Ruggerone        | centrosinistra | Sindaco                 |      |
| 20 giugno 2016 | 13 giugno 2025 | Federico Binatti        | centrodestra   | Sindaco                 |      |

### Gemellaggi
- Saint-Paul-Trois-Châteaux, dal 2003
- Settingiano, dal 2015

## Sport
Ha sede nel comune la società di calcio A.S.D. Trecate Calcio, fondata nel 1912, chd milita in Promozione.
La squadra femminile di pallavolo dell'AGIL Volley dal 2012-13 disputa gli incontri casalinghi a Novara, ma mantiene le formazioni giovanili al Pala AGIL di Trecate.
La squadra di basket A.S.D. Basket Club Trecate partecipa al campionato di Serie D regionale.